# Borowiki (rejon prużański)
Borowiki (biał. Баравікі; ros. Боровики) – wieś na Białorusi, w obwodzie brzeskim, w rejonie prużańskim, w sielsowiecie Mokre.
W dwudziestoleciu międzywojennym leżały w Polsce, w województwie poleskim, w powiecie prużańskim.